# Vanessa Ferrari
Vanessa Ferrari (Orzinuovi, 10 november 1990) is een Italiaans turnster.

## Biografie
Ferrari werd in 1990 geboren als dochter van Giovanni en Galya Ferrari. Haar moeder is van Bulgaarse afkomst.
Haar eerste succes bij het turnen behaalde ze bij de Europees kampioenschappen voor de junioren in 2004. Ze won daar op dertienjarige leeftijd de zilveren medaille over alle onderdelen met een score van 36.525 punten. Met het Italiaanse team won ze nog een bronzen medaille en ook individueel won ze brons op de evenwichtsbalk. Ze maakte in april 2006 haar debuut bij de senioren. Samen met het Italiaanse team won ze een gouden medaille en zelf won ze zilver op de vloer. Later dat jaar, in oktober 2006, won ze een individuele gouden medaille bij de wereldkampioenschappen in het Deense Aarhus met een resultaat van 61.025 punten.
Ook in 2007 won ze enkele gouden medailles op de Europees kampioenschappen. Tweemaal heeft ze deelgenomen aan de Olympische Spelen: in 2008 en in 2012. Bij de all-around finale in 2008 eindigde ze op de elfde plaats met 59.450 punten. Enkel in 2009 won ze nog een individuele medaille op de Europees kampioenschappen. Desondanks wist ze zich wel te plaatsen voor de Olympische Spelen in 2012. Ze belandde op de achtste plaats in de individuele finale voor alle onderdelen en ook met het Italiaanse team won ze niets. Ze stond samen met Alja Moestafina op de derde plaats voor de vloer met 14.900 punten, maar Moestafina kreeg uiteindelijk de bronzen medaille na onderling overleg tussen de juryleden.